# Löcknitz-Oberlauf und angrenzende Wälder (MV)
Löcknitz-Oberlauf und angrenzende Wälder (MV) este o arie protejată (arie specială de conservare — SAC, sit de importanță comunitară — SCI) din Germania întinsă pe o suprafață de 308 ha, integral pe uscat.

## Localizare
Centrul sitului Löcknitz-Oberlauf und angrenzende Wälder (MV) este situat la coordonatele 53°16′09″N 11°44′47″E / 53.2692°N 11.7464°E.

## Înființare
Situl Löcknitz-Oberlauf und angrenzende Wälder (MV) a fost declarat sit de importanță comunitară în aprilie 2004 pentru a proteja 4 specii de animale. Situl a fost protejat și ca arie specială de conservare în august 2016.

## Biodiversitate
Situată în ecoregiunea continentală, aria protejată conține 3 habitate naturale: Lacuri eutrofice naturale cu vegetație de tip Magnopotamion sau Hydrocharition, Păduri de fag Luzulo-Fagetum, Păduri de fag Asperulo-Fagetum.
La baza desemnării sitului se află mai multe specii protejate:
- mamifere (1): vidră de râu (Lutra lutra)
- nevertebrate (1): Unio crassus
- pești (2): cicar (Lampetra planeri), boarță (Rhodeus sericeus amarus)